# لسلی گریوز
لسلی ماری گریوز (انگلیسی: Leslie Marie Graves؛ زاده ۲۹ سپتامبر ۱۹۵۹ – درگذشته ۲۳ اوت ۱۹۹۵) یک بازیگر اهل ایالات متحده آمریکا بود. 
از فیلم‌ها یا برنامه‌های تلویزیونی که وی در آن نقش داشته است می‌توان به پیرانا ۲: تخم‌ریزی اشاره کرد.